# Фререя
Фререя (лат. Frerea) — монотипный род растений семейства Кутровые (Apocynaceae). Включает единственный вид — Фререя индийская (Frerea indica).
Согласно последним обновленным данным, Фререя индийская (Frerea indica) была перемещена в род Boucerosia и переименована в Boucerosia frerei. Кроме того, род Frerea теперь включен в синонимию рода Boucerosia.

## Название
Род назван в честь английского политического деятеля Генри Бартла Эдварда Фрера.

## Ботаническое описание
Низкий кустарник, ветви короткие. Листья супротивные, удлинённые. Цветки пурпурные, крупные, собраны по два.

## Распространение
Эндемик Индии: встречается только в штате Махараштра.

## Синонимика
- Caralluma frerei G.D.Rowley (1958)
- Desmidorchis dalzellii M.R.Almeida (2001)